# Vicente Mejía Colindres

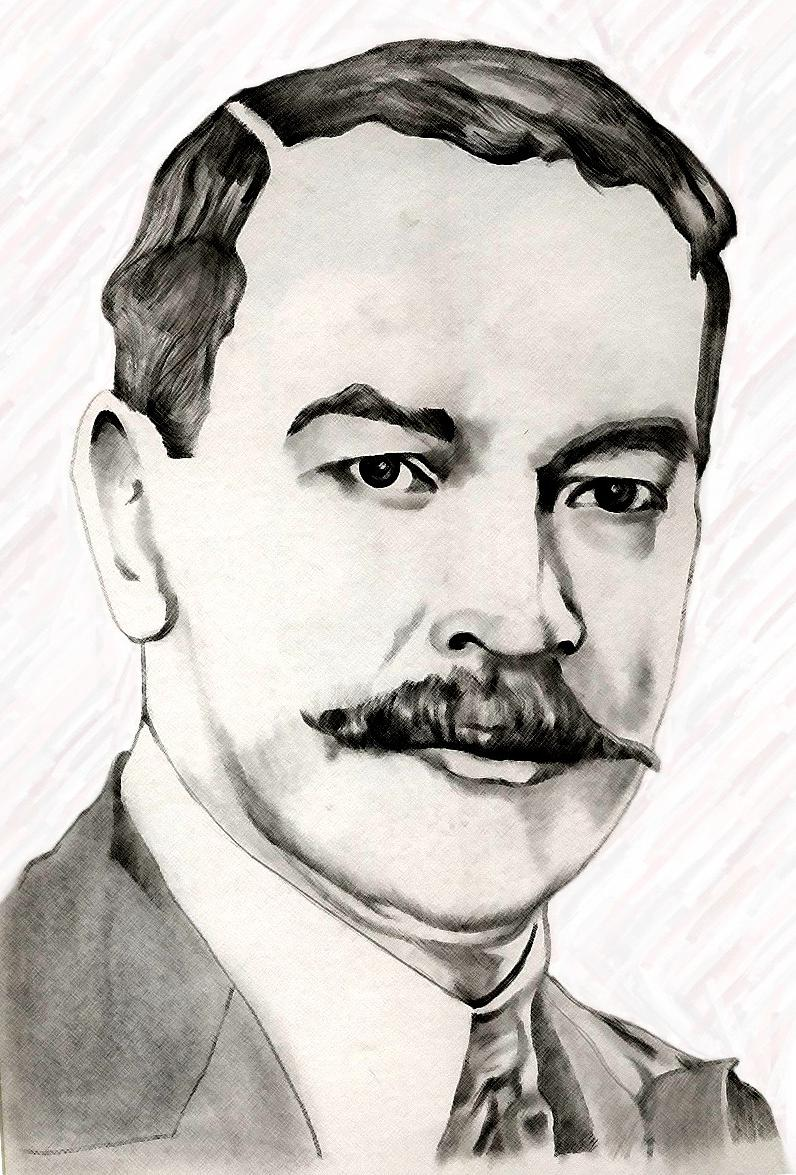
Vicente Mejía Colindres

Vicente Colindres Mejía (1878-1966) foi presidente de Honduras entre 16 de setembro e 5 de outubro de 1919, e novamente entre 1 de fevereiro de 1929 e 1 de fevereiro de 1933. O inicio de sua presidência foi atenuado pelos efeitos da depressão econômica de 1929.  Ele fora democraticamente eleito nas eleições de 1928, que registaram uma transferência de poder praticamente pacífica sem precedentes de um partido de oposição para outro, e o mesmo deveria ocorrer em 1932, quando seu candidato rival nas eleições presidenciais, Tiburcio Carías Andino, venceu e o sucedeu. Faleceu em 24 de agosto de 1966 em Tegucigalpa, Honduras.
| Cargos políticos                      | Cargos políticos                 | Cargos políticos                     |
| ------------------------------------- | -------------------------------- | ------------------------------------ |
| Precedido por Salvador Aguirre Acting | Presidente de Honduras 1919–1919 | Sucedido por Francisco Bográn Acting |
| Precedido por Miguel Paz Barahona     | Presidente de Honduras 1929–1933 | Sucedido por Tiburcio Carías Andino  |